# Batalion Elektrotechniczny

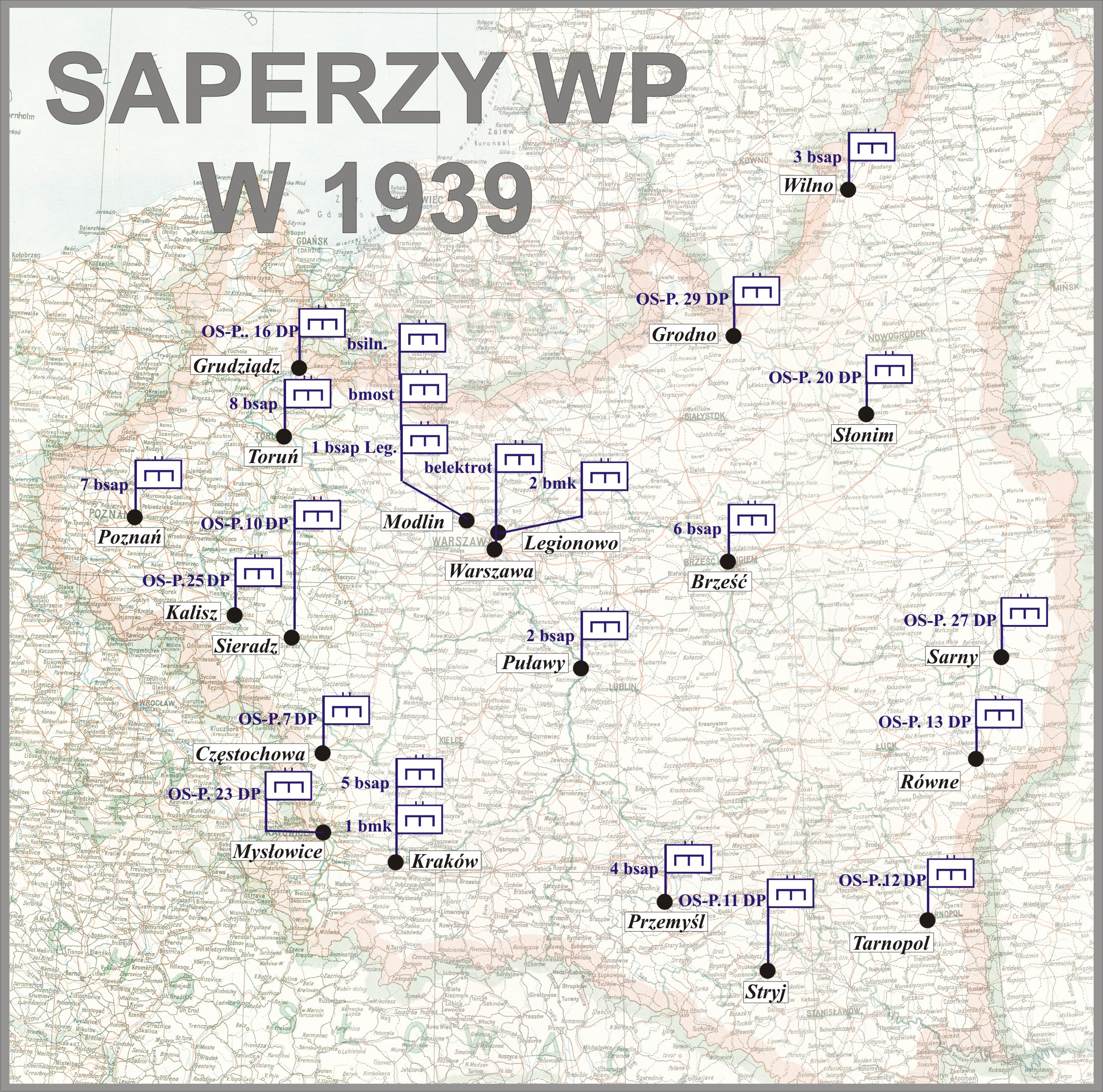
Jednostki saperskie WP w 1939

Batalion Elektrotechniczny – oddział saperów Wojska Polskiego w II Rzeczypospolitej.

## Formowanie i zmiany organizacyjne
Batalion podlegał Dowództwu Saperów Ministerstwa Spraw Wojskowych. Był pododdziałem całkowicie zmotoryzowanym. Eksploatowano w nim między innymi ciągniki Citroën-Kegresse B2 10CV i C4P.
W sierpniu 1919, w garnizonie Warszawa, sformowany został batalion maszynowy saperów. W marcu 1921 Jednostka dyslokowana została do Nowego Dworu Mazowieckiego, a w 1925 przemianowana na batalion elektrotechniczny.
Wiosną 1933 batalion sformował morską kompanię reflektorów przeciwlotniczych, która przeniesiona została do Gdyni i podporządkowana dowódcy morskiego dywizjonu artylerii przeciwlotniczej. Do nowego pododdziału zostali przeniesieni z batalionu: kpt. Stefan Mustafa Hurko-Romeyko na stanowisko dowódcy kompanii, porucznicy Stanisław Włoga i Stanisław Nowicki oraz ppor. Mieczysław Strąk. Kompania wyposażona była w reflektory Breguet 120 cm przewożone na ciągnikach Citroën-Kegresse. W kampanii wrześniowej 1939 pododdział walczył w obronie wybrzeża przy czym jeden pluton wszedł w skład załogi Rejonu Umocnionego „Hel”.
Z dniem 1 maja 1939 kompania hydrotechniczna pod dowództwem kpt. Aleksandra Gawina weszła w skład batalionu silnikowego.
9 sierpnia 1939 batalion (bez kompanii reflektorów plot. nr 14) liczył 34 oficerów i 100 podoficerów zawodowych.
Od 24 lutego 2004 tradycje batalionów: maszynowego (1919–1925), elektrotechnicznego (1925–1934) i silnikowego (1930–1939) kontynuuje 5 Ośrodek Przechowywania Sprzętu im. ppłk. Adama Szugajewa w Nowym Dworze Mazowieckim.

## Mobilizacja w 1939

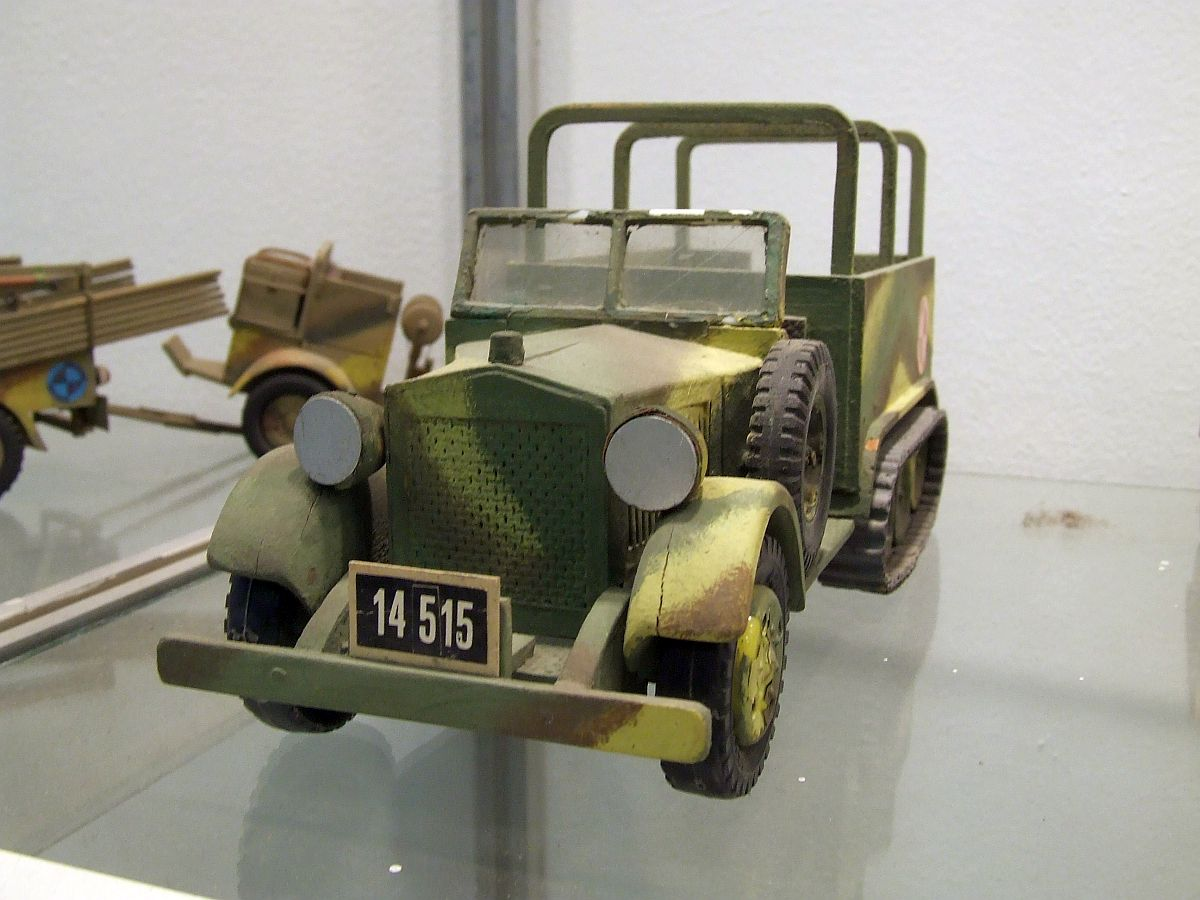
C4P, model w Muzeum Techniki

Batalion był jednostką mobilizującą. Dowódca batalionu zgodnie z planem mobilizacyjnym „W” był odpowiedzialny za przygotowanie i przeprowadzenie całości mobilizacji jednostek, wpisanych na tabelę mob. batalionu elektrotechnicznego. W okresie zagrożenia, w grupie jednostek oznaczonych kolorem brązowym, podgrupa 2, mobilizowane był trzy kompanie reflektorów przeciwlotniczych (nr 11, 14 i 17). Natomiast w I rzucie mobilizacji powszechnej miało zostać zmobilizowanych dziewięć samodzielnych plutonów elektrotechnicznych (nr 11, 12, 13, 17, 19, 21, 22, 24 i 29) oraz pięć plutonów elektrotechnicznych specjalnych (nr 1, 4, 5, 7 i 8).
Wszystkie jednostki zmobilizowane przez batalion elektrotechniczny należały, pod względem ewidencyjnym, do Ośrodka Zapasowego Saperów typ spec. nr 1 w Modlinie.
Wspomniany ośrodek zapasowy był mobilizowany, w II rzucie mobilizacji powszechnej, przez 1 batalion saperów. Dowódca ośrodka zapasowego w czasie mobilizacji wykorzystywał między innymi koszary batalionu elektrotechnicznego w Nowym Dworze. Z nadwyżek mob. batalionu elektrotechnicznego w składzie ośrodka zapasowego miały być zorganizowane: jedna kompania elektrotechniczna, dowódca grupy reflektorów i jedna kompania reflektorów.
Kompanie reflektorów przeciwlotniczych były formowane według organizacji wojennej L.3111/mob.org., ukompletowane zgodnie z zestawieniem specjalności L.3111/mob.AR oraz uzbrojone i wyposażone zgodnie z wojennymi należnościami materiałowymi L.3111/mob./mat., natomiast jednostki elektrotechniczne były formowane według organizacji wojennej L.3110/mob.org., ukompletowane zgodnie z zestawieniem specjalności L.3110/mob.AR oraz uzbrojone i wyposażone zgodnie z wojennymi należnościami materiałowymi L.3110/mob./mat.
Specjalnymi plutonami elektrotechnicznymi (wysokiego napięcia) dysponował Naczelny Wódz, zależnie od potrzeb frontu przydzielając je do dyspozycji armii. Zadaniem plutonu była budowa różnego rodzaju przeszkód wysokiego napięcia, badanie, przeciwdziałanie i niszczenie linii wysokiego napięcia nieprzyjaciela oraz prace z zakresu innych robót elektrotechnicznych. Stan etatowy plutonu z drugiej połowy lat 20. XX w. stanowiło 3 oficerów, 70 szeregowców, 31 koni, 8 wozów (2 generatorowe, 2 transformatorowe, 2 techniczne i 2 bagażowo-żywnościowe). Według majora Edwarda Bałtusisa zmobilizowany w 1939 pluton liczył 1 oficera oraz około 40 podoficerów i saperów. Pluton posiadał dwie elektrownie polowe wysokiego napięcia, przeznaczone dla elektryzacji przeszkód.
Armia posiadała organicznie jeden pluton elektrotechniczny (oświetleniowy lub świetlny). Zadaniem plutonu był:
- napęd elektryczny maszyn roboczych, używanych przez kompanie, plutony i parki saperskie,
- oświetlanie kwater głównych wielkich jednostek,
- naprawa zniszczonych zakładów przemysłowych o znaczeniu wojennych jak: elektrownie, tartaki, młyny itp.,
- współpraca ze specjalnymi plutonami elektrotechnicznymi przy budowie przeszkód wysokiego napięcia, względnie samodzielna budowa tych przeszkód,
- niszczenie zakładów i instalacji elektrycznych,
- obsługa małych reflektorów żarowo-elektrycznych dla potrzeb piechoty[10].

Stan etatowy plutonu z drugiej połowy lat 20. XX w. stanowił 1 oficer, 28 szeregowców, 2 samochody ciężarowe (3 tonowe). Pluton składał się z dowódcy plutonu (z pocztem), taboru i dwóch stacji elektrycznych. Pluton posiadał 3 zespoły elektryczne „Winton” (dwa zespoły z obsługą, jeden zespół zapasowy). Według majora Edwarda Bałtusisa zmobilizowany w 1939 pluton liczył 1 oficera oraz około 35 podoficerów i saperów. Pluton posiadał cztery elektrownie polowe, mogące służyć tak dla celów oświetleniowych (ok. 250 punktów świetlnych) jak i dla celów warsztatowych.
Wszystkie plutony elektrotechniczne (9 świetlnych i 5 wysokiego napięcia) zostały całkowicie przeorganizowane oraz otrzymały unowocześniony i odnowiony sprzęt. Jeden z plutonów świetlnych został całkowicie zmotoryzowany (dar Elektrowni Warszawskiej).
Elektrownie Polowe (E.P.) występujące na wyposażeniu zmobilizowanych kompanii i plutonów elektrotechnicznych specjalnych:
- prądu zmiennego Adler,
- prądu zmiennego Adler, przebudowana,
- prądu zmiennego E.P.Z.

Zmobilizowane jednostki planowano przydzielić następująco:
- Armii „Kraków” – plutony elektrotechniczne specjalne nr 5 i 7 oraz samodzielne plutony elektrotechniczne nr 12 i 13[15],
- Armii „Łódź” – jeden specjalny plutony elektrotechniczny,
- Armii „Poznań” – samodzielne plutony elektrotechniczne nr 21 i 22[16],
- Armii „Pomorze” – dwa specjalne plutony elektrotechniczne,
- Armii „Modlin” – jeden specjalny i dwa samodzielne plutony elektrotechniczne,
- Odwód NW - 1 kompania elektrotechniczna specjalna,
- OPL Kraju – kompanie reflektorów plot. nr 11, 14 i 17.

Batalion elektrotechniczny miał zmobilizować w 1939:
- kompanię reflektorów przeciwlotniczych nr 14, wyposażoną w: 12 sztuk reflektorów zdalnie sterowanych 150 cm Sautter-Harlè wz.1928 przewożonych na przyczepkach jednoosiowych ciągnionych przez ciągniki C4P, 4 nasłuchowniki Goerz z teletransmisją przekaźnikową, 3 aparaty obserwacyjne Sautter-Harlè Mle.37, 1 aparat SIA do reflektorów kierunkowych, 8 regulatorów ruchu Sautter-Harlè Mle.37 do reflektorów towarzyszących, 12 przyczepkowych elektrowni E.P.II. Oraz nie mniej niż 36 ciągników C4P[17].
- kompanie reflektorów przeciwlotniczych nr 11 i 17, wyposażone w reflektory 120 cm Maison Breguet wz.1931 przewożone na przyczepkach jednoosiowych ciągnionych przez ciągniki Citroën-Kegresse P.17[18] oraz reflektory 120 cm Renault-B.B.T. wz.1925/38 przewożone na przyczepkach jednoosiowych ciągnionych przez samochód ciężarowy Renault MV[19].
- 2 kompanie elektrotechniczne specjalne (przeszkód wysokiego napięcia), trakcja konna, Jeden zaprzęg konny artyleryjski ciągnął jaszcz artyleryjski przy którym był sprzężony agregat prądotwórczy, drugi zaprzęg artyleryjski ciągnął jaszcz artyleryjski, z którym sprzężona była prądnica, 4 wozy taborowe ze sprzętem instalacyjnym i narzędziami, na pozostałych wozach jechała reszta kompanii, dowódca kompanii konno wierzchem[20].
- 2 (9) samodzielne(ych) plutony(ów) elektrotechniczne(ych),
- 6 (5) plutonów elektrotechnicznych specjalnych.

Wyjaśnienia wymaga faktyczna ilość i wielkość zmobilizowanych przez batalion elektrotechniczny pododdziałów. Zgodna jest ilość jedynie zmobilizowanych kompanii reflektorów przeciwlotniczych. Według różnych źródeł różna była ilość pododdziałów elektrotechnicznych:
Plutony elektrotechniczne specjalne (przeszkód wysokiego napięcia):
- według planu mobilizacyjnego (tabeli)[5] - miało zostać zmobilizowanych 5 (1, 4, 5, 7, 8),
- według mjr. sap. Edwarda Bałtusisa – 5
- według ustaleń autorów Alfreda Kabaty i Zdzisława Cuttera - 6[21][a].

Plutony elektrotechniczne (oświetleniowe):
- według planu mobilizacyjnego (tabeli)[5] - 9 plutonów,
- według mjr. sap. Edwarda Bałtusisa – 9, w tym jeden całkowicie zmotoryzowany,
- według ustaleń autorów Alfreda Kabaty i Zdzisława Cuttera - zmobilizowano, dwa plutony[21][b],

Kompanie elektrotechniczne specjalne (przeszkód wysokiego napięcia): 
- według planu mobilizacyjnego (tabeli)[5] i relacji mjr. Bałtusisa - nie przewidywano sformowania,
- według ustaleń autorów Alfreda Kabaty i  Zdzisława Cuttera - zmobilizowano, dwie[21][c].

Stacje (plutony) elektrowagonowe.

## Działania bojowe zmobilizowanych jednostek batalionu elektrotechnicznego.
Batalion w ramach mobilizacji alarmowej w grupie brązowej rozpoczął czynności 24 sierpnia 1939 i zakończył przed upływem 36 godzin. Pozostałe jednostki mobilizowane w ramach I i II rzutu sformowano od 2 do 4 września 1939
kompanie reflektorów przeciwlotniczych nr 11, 14 i 17
27 sierpnia kompanie nr 11 i 17 przybyły do Warszawy i zajęły wyznaczone w planie obrony plot. stanowiska, stacjonująca w koszarach 1 pułku artylerii przeciwlotniczej w Warszawie 14 kompania reflektorów przeciwlotniczych po uzupełnieniu wyposażenia zajęła swój rejon. 1 września dowództwo grupy reflektorów obejmującej trzy kompanie objął mjr Ludwik Gabriel, dotychczasowy dowódca kompanii nr 11. Wszystkie trzy kompanie reflektorów do 4 września zajmowały swoje stanowiska, w tym czasie jedne raz uczestniczyły w odparciu nocnego nalotu lotnictwa niemieckiego na Warszawę. 4 września wszystkie kompanie zostały dyslokowane do wschodniej części Warszawy na prawy brzeg Wisły oraz do miejscowości podwarszawskich; Jabłonny, Strugi, Marek i Zielonki oraz w pobliżu mostów i dworców kolejowych. 6 września kompanie 11 i 17 otrzymały rozkaz wymarszu  do dyspozycji dowódcy OPL Ośrodka Lublin. W tym samym czasie 14 kompania otrzymała rozkaz dowódcy OPL Warszawy płk Kazimierza Barana obsadzenia stanowisk w pobliżu mostów na Wiśle w Warszawie. Na rozkaz płk Barana 8 września w tym samym kierunku do dyspozycji dowódcy Ośrodka OPL Lublin odjechała kompania 14.        
Kompanie wykonywały marsz nocami po zatłoczonych drogach w ciągu dnia biwakowały w lasach w obawie przed nalotami lotnictwa wroga. W okolicach Garwolina 14 kompania została zbombardowana 8 września w trakcie dnia poległo 7 żołnierzy, a 8-10 zostało rannych. 9 i 10 września kompanie dotarły do Lublina. Tam z dowództwa OPL otrzymały rozkaz dalszego marszu do Lwowa przez Zamość i Rawę Ruską. 11 września kompanie zatrzymały się w rejonie lasów wokół Zamościa i Tomaszowa Lubelskiego. Mjr Gabriel i mjr Niedzielski niezależnie odjechali do Lwowa po rozkazy.  W maszerującej w kierunku Lwowa 17 kompanii zabrakło paliwa do ciągników, w okolice jej postoju dołączyła 14 kompania. W okolicy Tomaszowa Lubelskiego pojawiły się zmotoryzowane oddziały niemieckiego XXII Korpusu Armijnego (mot.). W pobliżu zgrupowanych 14 i 17 kompanii zaczęły gromadzić się pododdziały i rozbitkowie. Po uzupełnieniu paliwa 13 września 14 i 17 kompanie podjęły dalszy marsz w kierunku Hrubieszowa, natomiast 11 kompania 12 września pod miejscowością Łabunie natknęła się na niemieckie czołgi i wycofała się w kierunku Włodzimierza Wołyńskiego nazajutrz osiągając jego okolice. 15 września 14 i 17 kompanie dotarły w okolice Łucka, dołączył mjr Niedzielski do 17 kompanii oraz mjr Gabriel dowódca zgrupowania. Wszystkie kompanie maskując się w okolicznych lasach odpoczywały, konserwowały i naprawiały sprzęt 16 września.        
17 września okolice Łucka były bombardowane przez lotnictwo niemieckie, rozpoznawało również lotnictwo sowieckie. Po otrzymaniu informacji o agresji sowieckiej 17 września o godz. 15.00 na pisemny rozkaz gen. bryg. Piotra Skuratowicza w lasach pozostawiono reflektory i inny sprzęt uszkadzając go i obie kompanie na samochodach i ciągnikach nocą 17/18 września podjęły marsz w kierunku „Przedmościa rumuńskiego”. Ze względu na zajęcie Dubna, podjęto marsz na Horochów poprzez Stojanów, Radziechów, Chołojów, Połoniczna, Busk. 18 września wieczorem w Busku dołączyła 11 kompania. Maszerujące zgrupowanie w kierunku Lwowa we wsi Bałuczyn było ostrzeliwane przez dywersantów ukraińskich, ranny został jeden saper. 19 września po dojechaniu do miejscowości Unterwalden 25 km od Lwowa kolumna 11, 14 i 17 zmotoryzowane kompanii reflektorów przeciwlotniczych zostały ostrzelane przez czołgi sowieckie, w wyniku ostrzału rany odniosło 3 żołnierzy, a pozostali dostali się do niewoli i zostali rozbrojeni. Szeregowych w ilości ponad 600 osób zwolniono, oficerów około 20 osób zabrano do niewoli.       

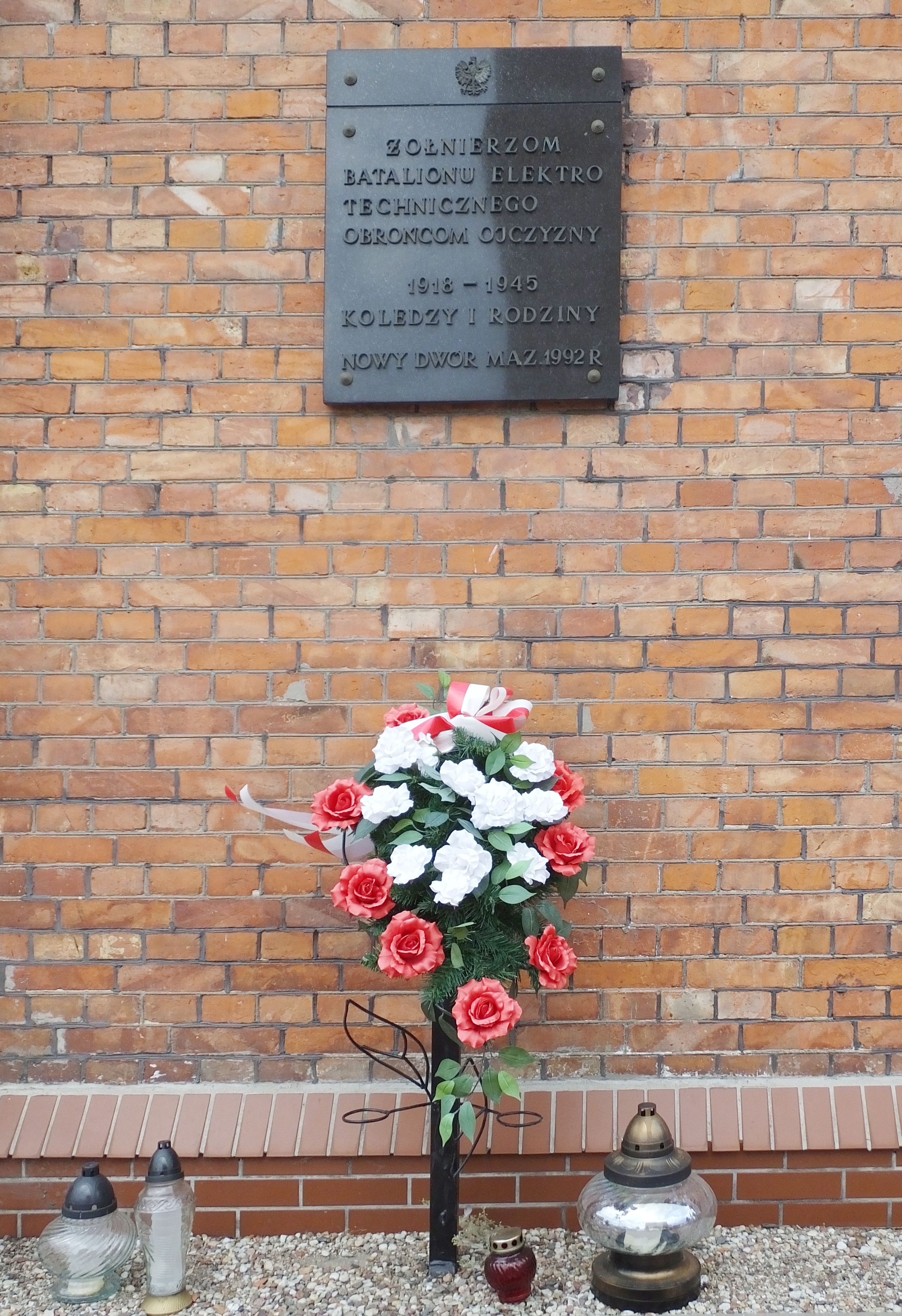
Tablica upamiętniająca żołnierzy Batalionu Elektrotechnicznego, Nowy Dwór Mazowiecki

- dowódca grupy reflektorów – mjr sap. Ludwik Gabriel †1940 Charków[31]

Obsada personalna kompanii reflektorów plot. nr 14
- dowódca kompanii – kpt. sap. inż. Romuald Januszkiewicz[e]
- oficer techniczny – por. sap. Jerzy Mularski[f] †1940 Charków[34]
- dowódca I plutonu – ppor. sap. rez. Franciszek Twarkowski[g]
- dowódca II plutonu – ppor. sap. Leszek Jaworski[h] †1940 ULK
- dowódca III plutonu – ppor. sap. rez. Robert Stanisław Przasnyski[i]
- dowódca IV plutonu – ppor. sap. rez. Walerian Inocenty Zatchej †1940 ULK
- dowódca plutonu łączności – ppor. sap. rez. pdsc. Ludgard Minakowski[j]
- szef kompanii – sierż. Aleksander Seniuk

Obsada personalna kompanii reflektorów plot. nr 11
- dowódca kompanii – kpt. sap. Józef Żuliński[k]
- oficer techniczny – por. sap. Jerzy Przemysław Morawicz
- dowódca plutonu – ppor. sap. Mieczysław Stefan Kubiak[l]
- dowódca plutonu łączności – por. sap. Stanisław Zygmunt Ośródek
- szef kompanii – st. sierż. Florian Kasica
- por. sap. Jerzy Leon Łozina-Łoziński[m]
- ppor. sap. rez. Stanisław Jezierski[n]

Obsada personalna kompanii reflektorów plot. nr 17
- dowódca kompanii – mjr sap. Mieczysław Niedzielski
- oficer techniczny – por. sap. Sergiusz Koleda[o] †1940 Charków[47]
- dowódca plutonu – por. sap. rez. inż. Stefan Rogoziński[p]
- dowódca plutonu łączności – por. sap. Jerzy Władysław Oster †1940 Charków[51]
- szef kompanii – st. sierż. Stefan Podniesiński

1 kompania elektrotechniczna specjalna (przeszkód wysokiego napięcia)
2 września 1939 zakończono formowanie kompanii we wsi Okunin w pobliżu Nowego Dworu Mazowieckiego. Dowódcą kompanii był por. Stefan Gałaszkiewicz, kompania liczyła 60 żołnierzy. 2 września kompania o trakcji konnej przybyła się do Warszawy i na stacji Warszawa-Praga załadowana została do transportu kolejowego, a następnie po kilkakrotnym przetaczaniu po dworach i stacjach węzła warszawskiego wyładowana została 5 września na dworcu Warszawa-Główna. Podjęła marsz po zatłoczonych i bombardowanych drogach do Brześcia nad Bugiem. 6 września osiągnięto Dębe Wielkie, a 8 września kompania zatrzymała się w lasach pomiędzy Siedlcami i Białą Podlaską. Podczas tego postoju wybuchła strzelanina i miały się ukazać czołgi, na powyższe zdarzenia kompania rozbiegła się. Zebrała się jedynie grupa kilkunastu żołnierzy pod dowództwem plut. pchor. Eysmontta, która dotarła 13 września do Brześcia n/Bugiem, a 15 września do Kowla i dołączyła tam do Ośrodka Zapasowego Saperów Specjalnych nr 1.               
Obsada personalna 1 kompanii elektrotechnicznej specjalnej
- dowódca kompanii - por. Stefan Gałaszkiewicz
- oficer kompanii - por. rez. Kowalewski

2 kompania elektrotechniczna specjalna
Kompania formowała się i kwaterowała w Bożej Woli koło Nowego Dworu Mazowieckiego. Dowódcą kompanii został kpt. Antoni Siedlecki, stan zmobilizowanej kompanii, to 4 oficerów, 1 podchorąży rezerwy, 4 podoficerów, 60 saperów.  6 września 1939 kompania otrzymała rozkaz wymarszu do Lublina, poprzez Jabłonnę, Warszawę, Garwolin, Ryki. Następnie z uwagi na zmianę sytuacji wojennej kompania około 12 września z okolic Lublina, poprzez Lubartów i Parczew pomaszerowała w kierunku Włodawy, którą osiągnięto 16 września. Dalszy marsz odbywał się w kierunku „Przedmościa rumuńskiego”, w drodze do Chełma Lub. dotarła do kompanii informacja o agresji sowieckiej. Z uwagi na zajęcie Chełma Lubelskiego przez wojska sowieckie, zniszczono sprzęt, a część wozów i koni sprzedano.  Z uwagi na okrążenie od południa, wschodu i zachodu podjęto marsz w kierunku odwrotnym do Warszawy. W trakcie marszu do uzbrojonej kompanii dołączyły grupy żołnierzy w dużej części bez broni, łącznie ok. 1000 żołnierzy, na terenach zamieszkałych przez ludność ukraińską toczono potyczki z licznymi grupami dywersantów, likwidując je. Po dojściu w okolice Lublina 30 września, żołnierze zgrupowani przy kompanii rozproszyli się, a kompania z uwagi na informacje o kapitulacji Warszawy, została rozwiązana. Zakopano broń, zniszczono dokumentację, a żołnierze podzieleni na grupy pomaszerowali w swoje rodzinne strony.               
plutony elektrotechniczne
Planowane do Armii „Pomorze”, „Poznań” i „Łódź“ plutony nie dotarły do ich składu, w większości weszły one w skład zorganizowanej w Warszawie 8 września kompanii elektrotechnicznej. Brała ona udział zgodnie ze swoją specjalnością w obronie Warszawy do dnia 28 września. Zmobilizowane plutony dla Armii „Modlin” weszły w większości w skład garnizonu Modlina i wraz z nim skapitulowały 29 września 1939. Dowódcą plutonu elektrotechnicznego specjalnego w Modlinie był pot. Tadeusz Sanetra. Dowódcą jednego z samodzielnych plutonów elektrotechnicznych był ppor. sap. Jan Jerzy Cugowski, który 27 września 1939 w rejonie Włodawy dostał się do niewoli niemieckiej.

## Żołnierze batalionu
Dowódcy batalionu
- kpt. Jan Rylke (5 VIII 1919 – 8 II 1921 → kierownik Rejonu Inżynierii i Saperów Modlin † 17 I 1922 Modlin[58])
- kpt. Tadeusz Kossakowski (9 II 1921 – X 1924)
- mjr Patryk O’Brien de Lacy (X 1924 – X 1926)
- mjr Wacław Szwykowski (X 1926 – 8 IX 1929)
- ppłk sap. Marceli Rewieński (9 IX 1929 – 19 IV 1936)
- mjr Stanisław Michałowski (p.o. 20 IV 1936 – 10 VI 1937)
- ppłk dypl. Ryszard Włodzimierz Zyms (11 VI 1937- IX 1939 → zastępca dowódcy Ośrodka Zapasowego Saperów Specjalnych Nr 1 w Modlinie)

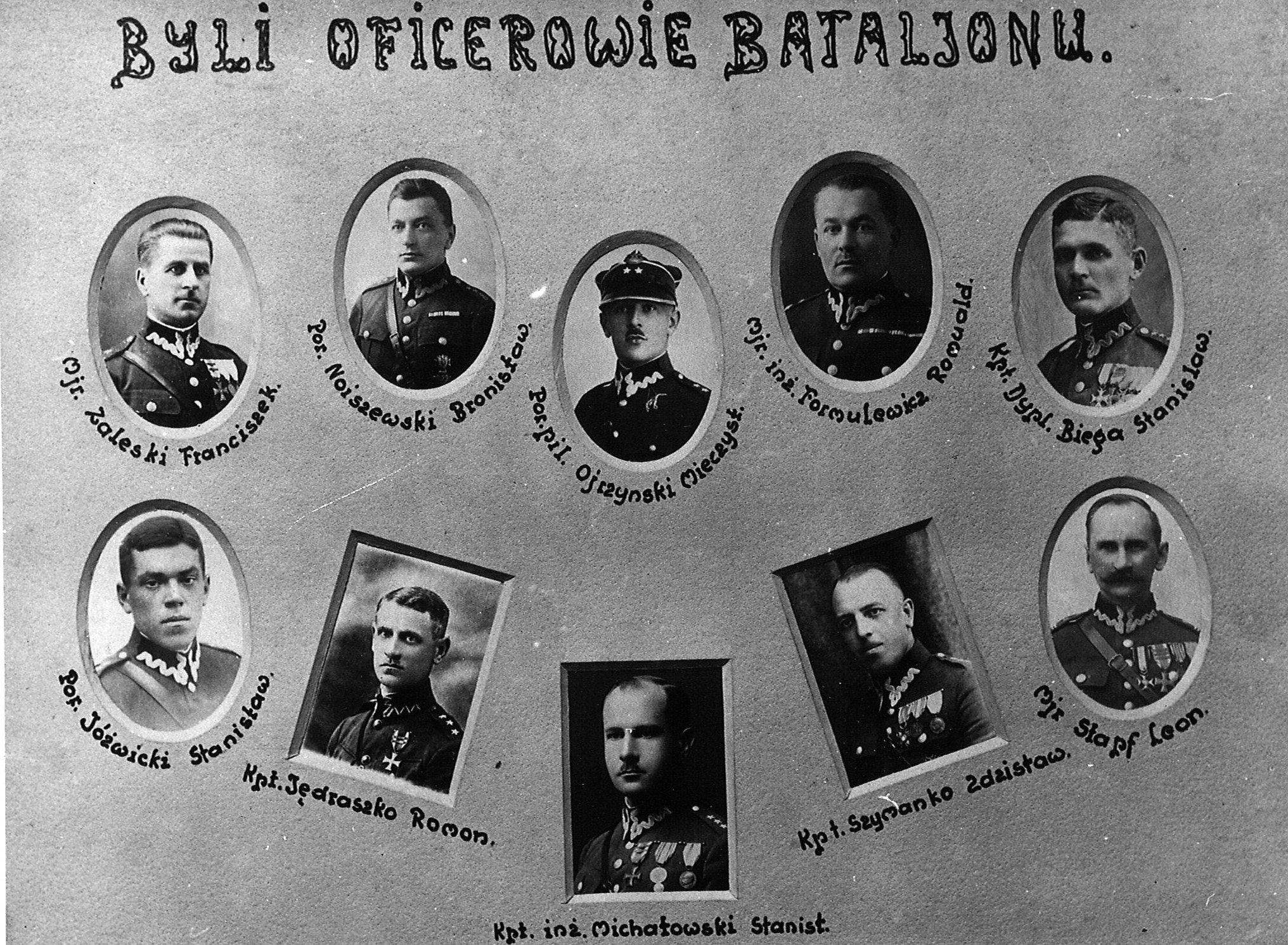
Byli oficerowie batalionu, przed 1929 rokiem

Zastępcy dowódcy batalionu (od 1938 – I zastępca dowódcy)
- mjr sap. Artur Kronenberg (od 23 V 1923[59])
- mjr sap. Henryk Czyż (od X 1924[60])
- mjr Zdzisław Podgórski
- mjr Wacław Szpinko (1939)

Kwatermistrzowie (od 1938 – II zastępca dowódcy)
- kpt. Stefan Romeyko (1929)
- kpt. Eugeniusz Szubert (1930[61])
- mjr adm. (sap.) Władysław Błażejowski (1939)

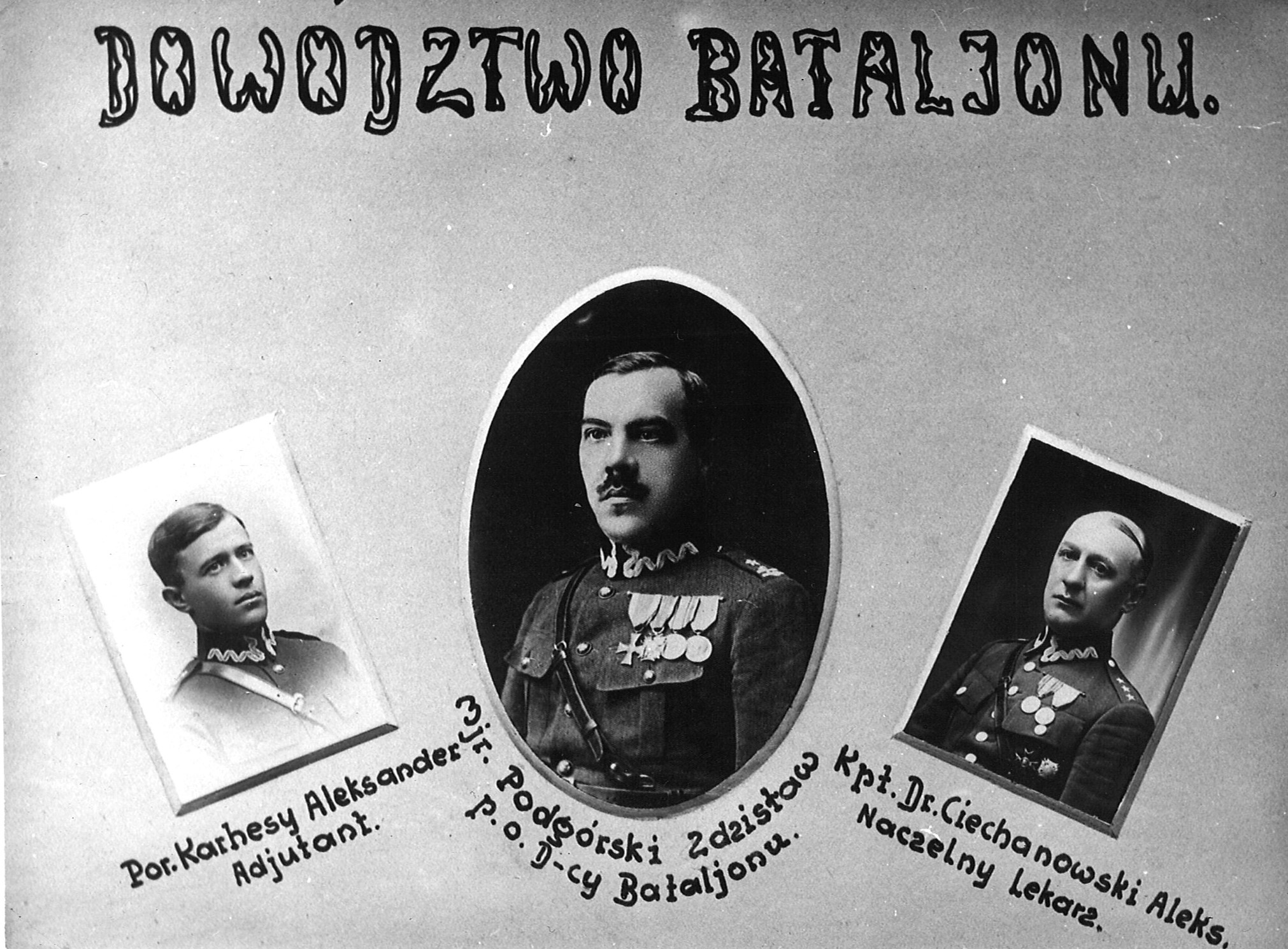
Dowództwo batalionu w 1929

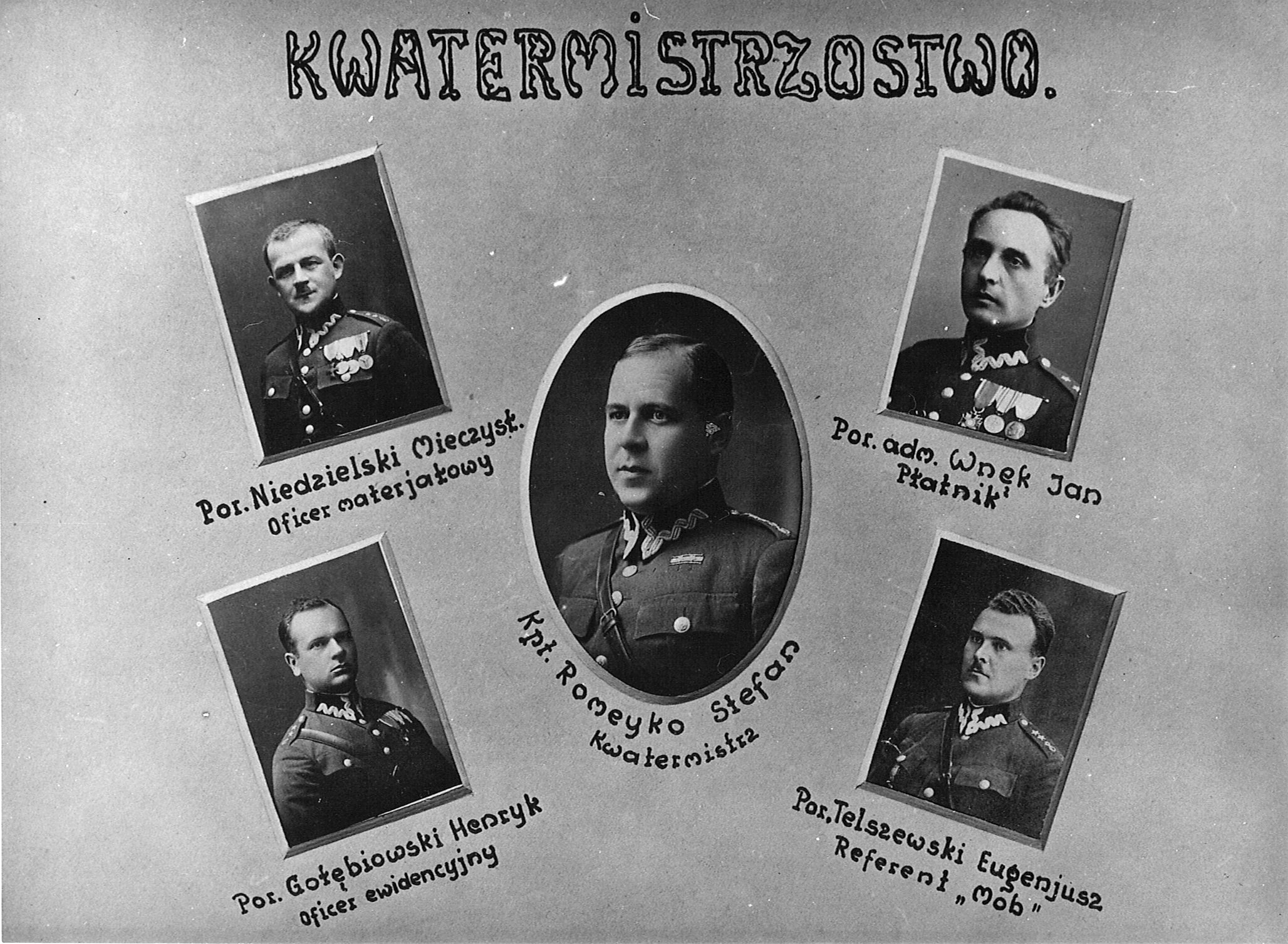
Kwatermistrzostwo batalionu w 1929

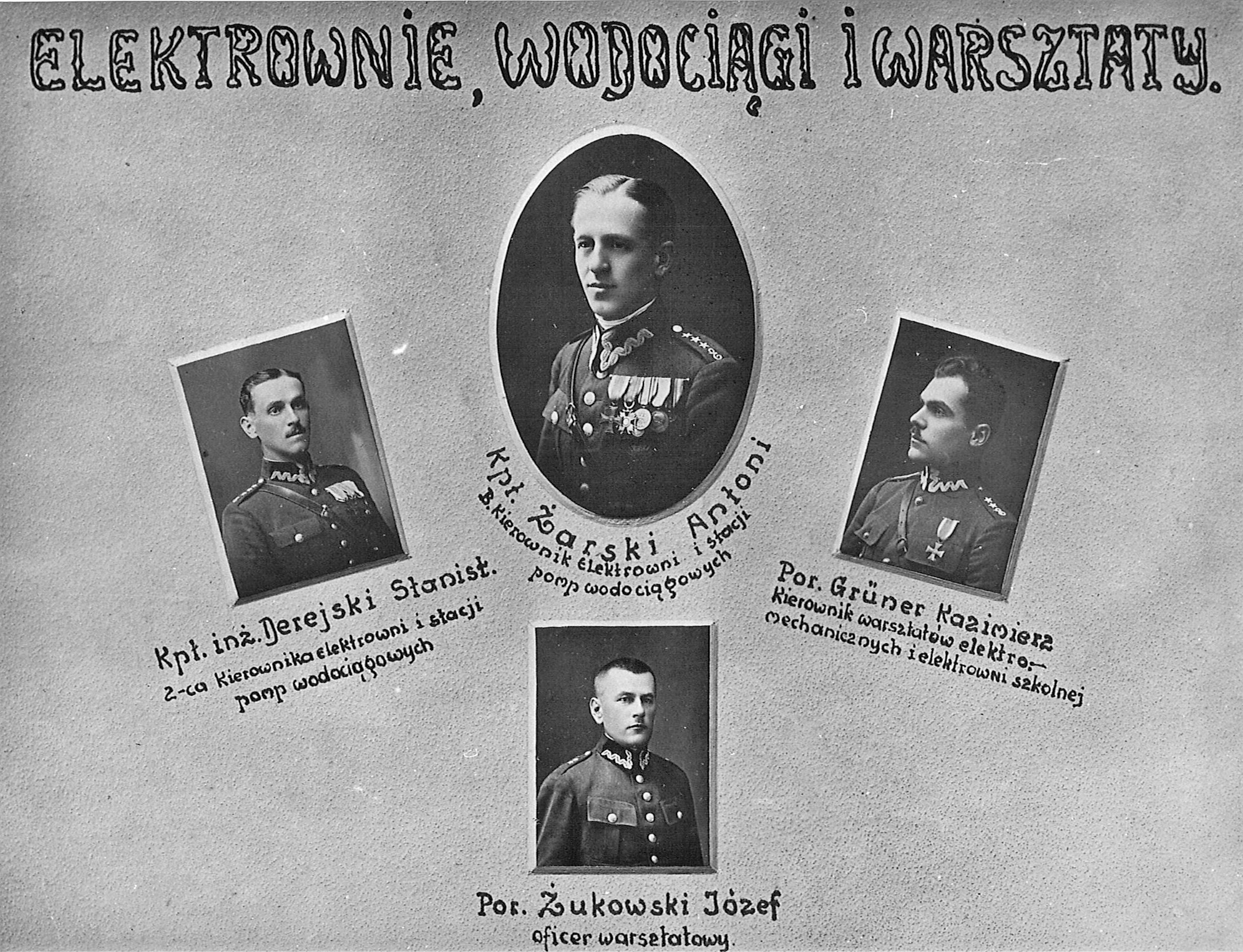
Oficerowie elektrowni, wodociągów i warsztatów w 1929

### Organizacja i obsada personalna batalionu w 1929
W dniu 5 sierpnia 1929 obchodzono 10-lecie batalionu, z tej okazji wykonano pamiątkowy album, w którym upamiętniono obsadę batalionu:
- Dowództwo:
  - mjr Zdzisław Podgórski – p.o. dowódcy batalionu
  - por. Aleksander Karhesy – adiutant
  - kpt. dr Aleksander Ciechanowski – naczelny lekarz
- Kwatermistrzostwo:
  - kpt. Stefan Romeyko – kwatermistrz
  - por. Mieczysław Niedzielski – oficer materiałowy
  - por. Henryk Gołębiewski – oficer ewidencyjny
  - por. adm. Jan Wnęk – płatnik
  - por. Eugeniusz Telszewski – referent „Mob”
- Elektrownie, wodociągi i warsztaty:
  - kpt. Antoni Żarski – kierownik elektrowni i stacji pomp wodociągowych
  - kpt. inż. Stanisław Derejski – zastępca kierownika elektrowni i pomp wodociągowych
  - por. Kazimierz Grüner – kierownik warsztatów elektromechanicznych i elektrowni szkolnej
  - por. Józef Żukowski – oficer warsztatowy

| Obsada personalna batalionu w marcu 1939          | Obsada personalna batalionu w marcu 1939   | Obsada personalna batalionu w marcu 1939 |
| Stanowisko etatowe                                | Stopień, imię i nazwisko                   | Przydział we wrześniu 1939               |
| ------------------------------------------------- | ------------------------------------------ | ---------------------------------------- |
| dowódca batalionu                                 | ppłk Ryszard Włodzimierz Zyms              | OZSap. typ spec. nr 1                    |
| I zastępca dowódcy batalionu                      | mjr Wacław Szpinko                         | OZSap. typ spec. nr 1                    |
| adiutant                                          | por. sap. Wacław Kuciński                  | kompania reflektorów plot. nr ?          |
| oficer sztabowy ds. wyszkolenia                   | wakat                                      |                                          |
| kierownik kursu lotników                          | kpt. inż. Wacław Rafalski                  |                                          |
| lekarz medycyny                                   | por. lek. Marian Antoni Ostrowski          | OZSap. typ spec. nr 1                    |
| II zastępca dowódcy (kwatermistrz)                | mjr adm. (sap.) Władysław Błażejowski      | OZSap. typ spec. nr 1                    |
| oficer mobilizacyjny                              | kpt. sap. Edwin Jordan                     |                                          |
| zastępca oficera mobilizacyjnego                  | por. Robert Turbaczewski                   | OZSap. typ spec. nr 1                    |
| oficer administracyjno-materiałowy                | por. Henryk Józef Jabłoński                | OZSap. typ spec. nr 1                    |
| oficer gospodarczy                                | kpt. int. Piotr Dybaczewski                | OZSap. typ spec. nr 1                    |
| dowódca kompanii gospodarczej                     | por. Dominik Włódarski                     | OZSap. typ spec. nr 1                    |
| oficer żywnościowy                                | ppor. sap. rez. pdsc. Mieczysław Zagórski  | OZSap. typ spec. nr 1                    |
| komendant parku                                   | por. Sergiusz Koleda                       | kompania reflektorów plot. nr 17         |
| zastępca komendanta                               | por. sap. Zbigniew Józef Tomasini          | OZSap. typ spec. nr 1                    |
| dowódca plutonu łączności                         | wakat                                      |                                          |
| dowódca kompanii szkolnej                         | mjr Mieczysław Niedzielski                 | kompania reflektorów plot. nr 17         |
| instruktor                                        | por. sap. Stanisław Lechosław Gierycz      | OZSap. typ spec. nr 1                    |
| instruktor                                        | por. Jerzy Władysław Oster                 | kompania reflektorów plot. nr 17         |
| instruktor                                        | por. sap. Eugeniusz Sidorowicz             | OZSap. typ spec. nr 1                    |
| instruktor                                        | ppor. Michał Sobolewski                    |                                          |
| dowódca plutonu podchorążych rezerwy              | por. Franciszek Sobiewski                  | OZSap. typ spec. nr 1                    |
| dowódca 1 kompanii elektrotechnicznej             | por. Stefan Gałaszkiewicz                  | OZSap. typ spec. nr 1                    |
| instruktor                                        | por. Józef Eugeniusz Krąpiec               |                                          |
| instruktor                                        | por. Tadeusz Kazimierz Sanetra             | pluton elektr. spec. nr ? w Modlinie     |
| dowódca 2 kompanii elektrotechnicznej             | kpt. Antoni Siedlecki                      | OZSap. typ spec. nr 1                    |
| instrukor                                         | ppor. sap. Zbigniew Musiałek               | 29 IV 1939 przeniesiony do 2 bmk         |
| instrukor                                         | ppor. Żelisław Eligiusz Marian Kwiatkowski | w VI 1939 przeniesiony do 2 bmk          |
| dowódca kompanii hydrograficznej                  | kpt. Aleksander Gawina                     | 1 maja przeniesieni do baonu silnikowego |
| instruktor                                        | por. Jerzy Ludwik Skupieński               | 1 maja przeniesieni do baonu silnikowego |
| dowódca kompanii reflektorów przeciwlotniczych    | mjr Ludwik Gabriel                         | dowódca grupy reflektorów                |
| instruktor                                        | ppor. Jan Jerzy Cugowski                   | samodz. pluton elektr. nr ?              |
| instruktor                                        | ppor. Janusz Jabłonowski                   | przeniesiony do 1 lub 2 bmk              |
| instruktor                                        | ppor. Mieczysław Stefan Kubiak             | kompania reflektorów plot. nr 11         |
| dowódca kompanii doświadczalnej reflektorów plot. | kpt. inż. Romuald Januszkiewicz            | kompania reflektorów plot. nr 14         |
| instruktor                                        | ppor. Leszek Jaworski                      | kompania reflektorów plot. nr 14         |
| instruktor                                        | ppor. rez. pdsc. Ludgard Minakowski        | kompania reflektorów plot. nr 14         |
| Oddelegowani na kurs:                             | kpt. Ryszard Kalpas                        | ?, †1940 Katyń                           |
| Oddelegowani na kurs:                             | kpt. Stanisław Włoga                       | ?, †1940 Charków                         |
| Oddelegowani na kurs:                             | por. Jerzy Mularski                        | kompania reflektorów plot. nr 14         |
| Oddelegowani na kurs:                             | por. Władysław Osiński                     |                                          |
| Oddelegowani na kurs:                             | por. Stanisław Zygmunt Ośródek             | kompania reflektorów plot. nr 11         |

## Symbole batalionu
Odznaka pamiątkowa
Odznakę stanowi srebrny, równoramienny krzyż emaliowany jasnoniebieski. W centrum widnieje czarny krzyż z czerwono-żółtym kwadratem. Na odznakę nałożono dużą ozdobną literę „E” opierającą się na górnym i dolnym ramieniu krzyża. Wzdłuż wszystkich ramion krzyża – srebrne błyskawice. Wymiary 42 x 42 mm.
Odznaka miała wiązać odznaczonych z tradycjami oraz stanowić nagrodę za wzorową służbę i umacnianie dobrego imienia batalionu. Odznakę nadawał i odbierał dowódca batalionu. Mógł ją otrzymać każdy żołnierz, który odsłużył 2 lata (w służbie zawodowej) lub rok niezawodowo z wyjątkiem karanych sądownie lub dyscyplinarnie. W szczególnych wypadkach odznaka mogła być przyznana osobom prawnym lub fizycznym zasłużonym dla batalionu. Posiadaczom odznaki wydawano legitymacje. Odznakę należało nosić umocowaną na śrubce, na lewej piersi; u oficerów 4 cm poniżej guzika kieszeni górnej, u szeregowych na wysokości 3 guzika munduru. Prawo do jej noszenia tracili:
- karani sądownie lub dyscyplinarnie za dezercję lub samowolne oddalenie się
- karani sądownie za czyny hańbiące karą więzienia
- oficerowie wykluczeni z korpusu oficerskiego prawomocnym orzeczeniem Oficerskiego Sądu Honorowego
- osoby fizyczne lub prawne na podstawie uchwały zebrania oficerskiego
.

Ponadto żołnierze batalionu elektrotechnicznego nosili na naramiennikach inicjał „E”, haftowany dla oficerów i starszych podoficerów, a metalowy dla szeregowców i młodszych podoficerów.
Święto batalionu
19 maja 1927 Minister Spraw Wojskowych ustalił i zatwierdził dzień 5 sierpnia świętem batalionu, a 29 listopada 1930 przesunął tę datę na dzień 5 maja.